# Finländsk massa- och pappersindustri

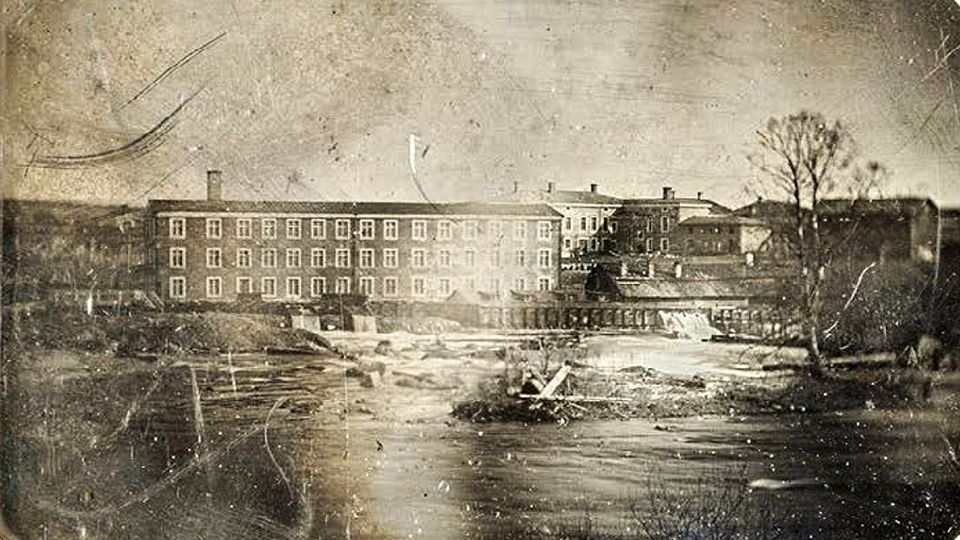
Frenckells pappersbruk i Tammerfors började från slutet av 1860-talet tillverka papper från en blandning av lump och träslipmassa från Fredrik Idestams träsliperi

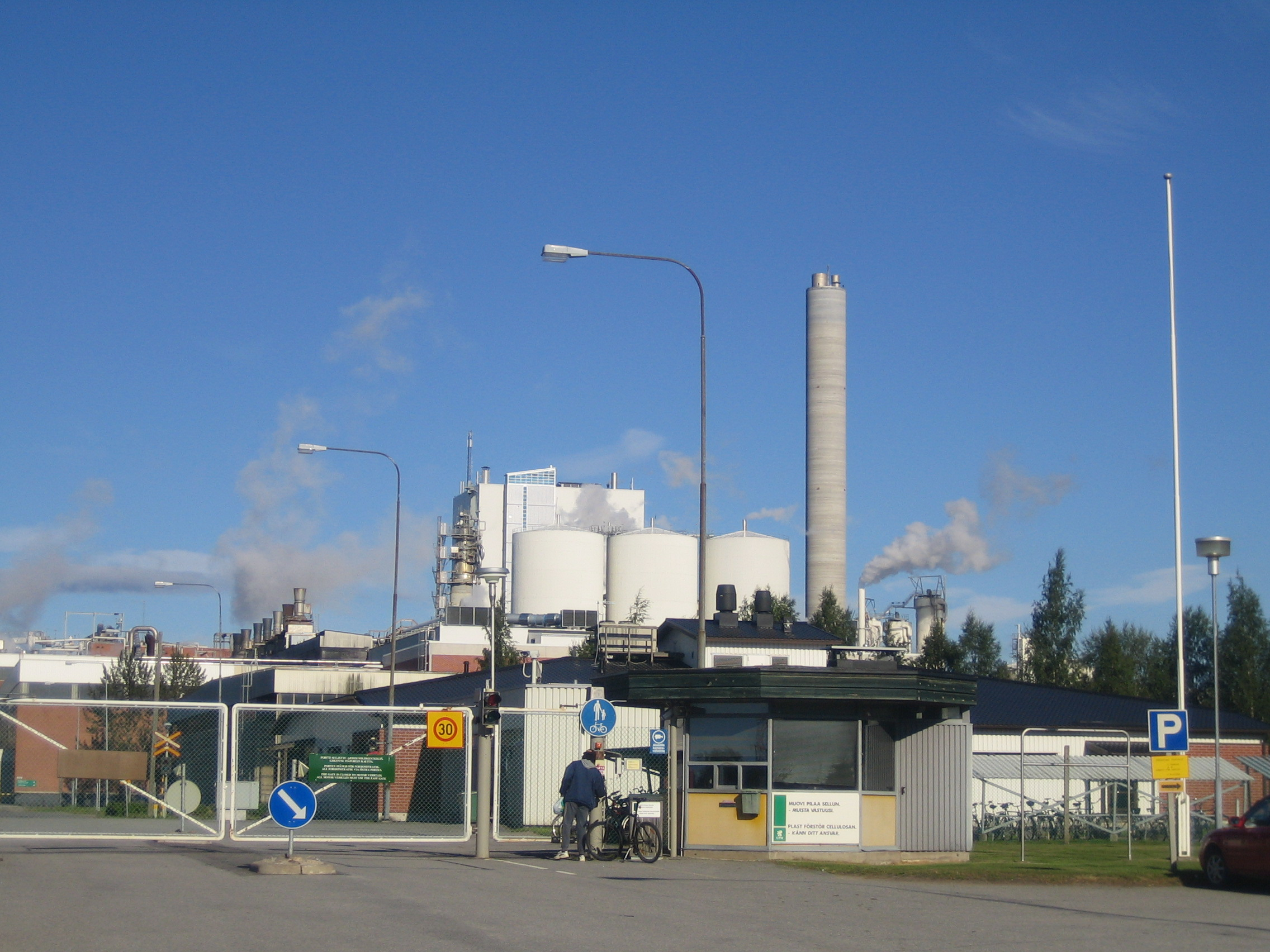
Jakobstads massa- och pappersbruk i Jakobstad inom UPM-Kymmene är med en produktionskapacitetet på 800.000 årston Finlands största pappersmassafabrik

Finländsk massa- och pappersindustri utvecklades från mitten av 1800-talet till nutid till att bli en av Finlands viktigaste exportindustrier och den fjärde största i världen i produktionskapacitet.

## Historik
Sågverksindustrin etablerades i Finland ett tjugotal år efter det att den hade grundlagts i Norge och något senare i Sverige. År 1857 tilläts användningen av ångsågar i Finland, varefter den första togs i bruk 1860. Utvecklingen av sågverksindustri skedde sedan framför allt i Kymmenedalen, där nio sågar etablerades under 1870-talet vid Kymmene älvs mynning.
Däremot var Finland tidig i att bygga upp en industriell tillverkning av papper. Redan 1842 installerades den första pappersmaskinen för lumpbaserat papper från engelska Tidcombe & Strutwitch för Frenckells pappersbruk i Tammerfors. Den andra pappersmaskinen i Finland installerades 1853 i Tervakoski pappersbruk.
Som den träbaserade pappersindustrins fader i Finland räknas Fredrik Idestam. Han hade på hemresa från ingenjörsstudier i Freiberg i Sachsen 1864 studerat verksamheten vid ett träsliperi i Harzbergen i Sachsen, som använt sig av pappersmaskiner som nyligen utvecklats av Friedrich Gottlob Keller och Heinrich Voelter. Han fick koncession av tsaren 1865 och startade i början av 1866 ett träsliperi vid det nedre vattenfallet i Tammerforsen i Tammerfors. År 1868 flyttade han verksamheten till Nokia stad och grundade där 1871 tillsammans med Leo Mechelin Nokia Ab.
Fredrik Idestam var dock inte först som pappersfabrikör i Finland. Apotekaren Achates Thuneberg grundade redan 1860 ett träsliperi nära Viborg, i vilket han använde lokalt och oberoende utvecklat maskineri. Detta småskaliga sliperi fungerade dock inte särskilt bra, och företaget lades snart ned. 
Apotekaren i Tammerfors Gustaf Adolf Serlachius tjänstgjorde som vikarie för Idestam, då denne var förhindrad på grund av sitt arbete i Bergsstyrelsen. Serlachius grundade sedan ett eget träsliperi i Mänttä i Birkaland 1868, numera del av Metsä Tissue. Den andre apotekaren i Tammerfors, Edvard Granberg, anlade ett träsliperi med pappersbruk i Valkeakoski 1871. 
I början av 1870-talet grundades flera träsliperier i Finland, till exempel Ab Walkiakoski i Valkeakoski (sedan 1929 i Yhtyneet Paperitehtaat) och Kymmene Oy 1972, fabrik för mekanisk massa i Kuusankoski i landskapet Kymmenedalen. Utvecklingen av trämasseaindustrin höll jämna steg med branschen i grannländerna Sverige och Norge. 
År 1880 uppfördes Finlands första sulfatcellulosafabrik i Valkeakoski, och 1885 Finlands första sulfitcellulosafabrik.  
Under Fredrik Idestams ledning drev pappersbrukspatronerna sina branschorganisationer: en förening av träpappfabrikanter 1874, Trämasseföreningen 1875 och Finska pappersföreningen 1892. De var karteller, genom vilka företagen delade upp försäljningen till sin främsta exportmarknad Ryssland.

## Industrin idag
Den finländska massa- och papperstillverkningen är världens tredje största och har ungefär samma omfattning i produktionskapacitet som den svenska och den japanska. Endast USA och Kanada tillverkar mer.
Den finländska skogsindustrin har under 1900-talet och början av 2000-talet kraftigt koncentrerats, och domineras nu av ett fåtal internationellt verkande företag, som UPM Kymmene, Stora Enso, Metsä Group och Ahlstrom-Munksjö. Bland utländska företag med tillverkning i Finland finns de svenska Billerud Korsnäs i Jakobstad och Essity i Nokia samt det österrikiska Delfort i Tervakoski.